# Hyporhamphus collettei
Hyporhamphus collettei is een straalvinnige vissensoort uit de familie van de halfsnavelbekken (Hemiramphidae). De wetenschappelijke naam van de soort werd voor het eerst geldig gepubliceerd in 2010 door Heidi May Banford.